# Ehlersvej
Ehlersvej er en ca. 400 meter lang villavej som ligger på Østerbro, mellem Ryvangs Allé og Strandvejen. Den burde egentlig hedde Ehlers Allé, da der er en række af høje træer på hver side af vejen.

## Gadens historie
Skibsreder Mærsk McKinney Møller er født Ehlersvej 30 i 1913 og boede her de første år af sit liv.
Vejen er opkaldt 1918 efter teknikborgmesteren Edvard Diderik Ehlers (1812-1893). Han var borgmester fra 1858 til 1885, i den periode voksede København gevaldigt og blev kloakeret. Havnen blev også udvidet en hel del under hans ledelse.
Efter gadens udbyggelse i 1930'erne er der ikke sket meget, men mordet på Mathilde Marie Meyer  (1893-1943) skal kort omtales. Hun boede i Ehlersvej 16, men blev bortført og myrdet i Rude Skov i Nordsjælland. Mordet skulle ligne en stikkerlikvidering, men det var det efter al sandsynlighed ikke.
Fra 1931 og til nu havde Vestjysk Dampskibsselskab A/S til huse i nr. 1.
I 1950'erne havde det ungarske gesandtskab til huse i nr. 9. Civilforsvarstyrelsens Evakueringssektion fandt man i nr. 33. Nr. 12 var der et Institut for Rationel Husførelse. Hos kogerske A. Poulsen boede balletdanser Henning Kronstam (1934-1995) og Franz Gerstenberg – og havde hemmeligt nummer. Det var meget usædvanligt dengang, men Kronstams forældre havde faktisk meldt de to til politiet. Parret blev gift i 1989, 38 år inde i deres samliv.

## Nævneværdige bygninger i gaden
Nr. 13 er tegnet af den anerkendte arkitekt Thorkild Henningsen og opført i 1924. Villaen er sjælden produktion fra Henningsens hånd, da han først og fremmest tegnede rækkehuse. Villaen, der er erklæret bevaringsværdig, er et fint eksempel på Henningsens blanding af nyklassicisme og funktionalisme. Efter nyopførelsen blev villaen omtalt i Arkitekten i 1925 side 187-188.
Nr. 17 er en professorbolig tegnet i 1931 af arkitekterne Frits Schlegel og Edvard Thomsen, især Schlegel eksperimenterede en del med jernbeton, der også er benyttet i huset her. Det er en stram modernisme, der peger frem mod de rene kasseformer som især kendes fra Frank Lloyd Wrights senere arbejder.
Nr. 21, bygget i 1932, ser næsten kirkelig ud, da den høje gavl vender ud mod vejen med et stort rundt vindue.
Nr. 25 er fra 1930 og den stramme, symmetriske funkisstil understreges af den mørkegrå puds. Huset ligner et fort mod gaden, men gårdsiden åbner sig lyst og venligt op ud til en stor have.
Nr. 31 er en symmetrisk og Andrea Palladio-inspireret villa fra 1998. Det grå puds, de sorte teglsten, den overdækkede indgang og den blå farve under udhænget under taget understreger den sydlandske inspiration.